# Youngstown
Youngstown település az Amerikai Egyesült Államok Ohio államában, Mahoning megyében, melynek megyeszékhelye is. Lakosainak száma 60 068 fő (2020. április 1.).

## Népesség
A település népességének változása:
| Lakosok száma | 273  | 654  | 8075 | 33 220 | 79 066 | 167 720 | 166 689 | 115 427 | 66 982 | 60 068 |
|               | 1820 | 1840 | 1870 | 1890   | 1910   | 1940    | 1960    | 1980    | 2010   | 2020   |